# Charlotte Gnändiger
Charlotte Gnändiger (* 23. Oktober 1979) ist eine deutsche Fernsehmoderatorin, Journalistin, Redakteurin und Autorin.

## Leben
Gnändiger studierte Journalistik und Politikwissenschaften an der Universität Dortmund und schloss dies mit Diplom ab. Beim Westdeutschen Rundfunk in Köln machte sie von 2001 bis 2002 ein Radio- und Fernsehvolontariat. Von 2002 bis 2008 arbeitete sie als freie Journalistin für das ARD-Morgenmagazin, seit 2008 als Redakteurin und Reporterin für den WDR, unter anderem für die Sendungen Tag 7, Hier und heute, Echtzeit und Schorn und Heinrich. 2011 erhielt sie den Radio-, TV- und Neue-Medien-Preis für die Mitarbeit an der Sendung Die Lange-Obama-Nacht – Halbzeit für den Präsidenten.
Ihre Diplomarbeit aus dem Jahr 2005 trägt den Titel Politikerinnen in deutschen Printmedien: Vorurteile und Klischees in der Berichterstattung.
Gnändiger arbeitet neben ihrer Tätigkeit für den WDR als freie Journalistin unter anderem für den Weser-Kurier und die Berliner Zeitung. Seit 2014 moderiert sie den Sportteil im ARD-Morgenmagazin. Der Schwerpunkt ihrer Arbeit liegt beim Thema Fußball und sie ist Anhängerin des Vereins Werder Bremen. Gnändiger lebt in Köln.

## Schriften
- Politikerinnen in deutschen Printmedien. AV Akademikerverlag, 2012, ISBN 978-3-639-40100-4.